# Barva kouzel (film)
Barva kouzel (v anglickém originále Terry Pratchett's The Colour of Magic nebo pouze The Colour of Magic) je dvojdílný televizní film natočený na motivy prvních dvou knih (na sebe navazujících románů Barva kouzel a Lehké fantastično) z humorné fantasy ságy Zeměplocha od britského spisovatele Terryho Pratchetta. Snímek byl v roce 2008 vyroben britským studiem The Mob pro televizní kanál Sky1, přičemž se jednalo již o druhé takto zfilmované Pratchettovo dílo (po snímku Otec prasátek z roku 2006, který vychází ze stejnojmenného románu).
Premiérově byla Barva kouzel ve Spojeném království vysílána na stanici Sky1 23. (první část) a 24. března (druhá část) 2008. Dne 3. listopadu téhož roku byl snímek vydán na DVD a BD. V Česku byl film s českým dabingem poprvé vysílán na kanále Nova Cinema 25. září (první část) a 2. října (druhá část) 2010.

## Příběh
První díl (adaptace románu Barva kouzel) popisuje, jak do největšího města Zeměplochy, Ankh-Morporku, přijíždí z tzv. Vyvažovacího kontinentu první zeměplošský turista Dvoukvítek. Jeho bezpečnost svěří patricij města, lord Havelock Vetinari, nedostudovanému mágu Mrakoplašovi. Ten ale nakonec musí spolu s Dvoukvítkem a jeho věrným Zavazadlem z města uprchnout, neboť mezi obyvateli Ankh-Morporku se rozkřiknou zprávy o Dvoukvítkově bohatství, ačkoliv on sám se za bohatého nepovažuje (protože zlato je v jeho domovské Agateánské říši běžný kov). Při putování se dostanou do magické hory Wyrmberg, kde sídlí draci, a do ostrovního království Krull na samém okraji Plochy. Mezitím však Mrakoplaše hledají ostatní mágové z Neviditelné univerzity (NU), protože Zeměplocha se na bedrech čtyř slonů, kteří stojí na krunýři želvy A'Tuin plující vesmírem, blíží k rudě zářící hvězdě, jež vytváří mezi lidmi paniku. Mrakoplaš totiž jako student otevřel Oktávo, jeden z prastarých grimoárů samotného Stvořitele Plochy, odkud jedno z osmi zaklínadel vyskočilo a usídlilo se v Mrakoplašově hlavě. A aby unikla Zeměplocha zničení, musí být přečteno všech osm zaklínadel z Oktáva. První část filmu končí Mrakoplašovým a Dvoukvítkovým pádem ze Zeměplochy, aby unikli smrti v království Krull.
Ve druhém díle (kniha Lehké fantastično) jsou oba zeměplošští cestovatelé zachráněni mocí Oktáva a ocitají se uprostřed Skundského pralesa. Zde potkají největšího, ale stárnoucího hrdinu Zeměplochy, barbara Cohena, se kterým dále putují, dokud je nezajmou žoldáci hledající Mrakoplaše pro mágy z NU. Ten je však s Dvoukvítkem osvobozen Cohenem a i s Cohenovou přítelkyní Bethan se všichni vydávají zpět domů do Ankh-Morporku. Mezitím se arcikancléř NU Trémon rozhodně nahlédnout do Oktáva. Přečtením sedmi zbývajících zaklínadel získá velkou magickou moc, protože chce mít neomezenou moc, potřebuje ještě osmé, které je ale v Mrakoplašově hlavě. Souboj na vrcholu Věže umění však šťastnou náhodou vyhraje Mrakoplaš, zatímco Trémon i ostatní starší mágové jsou proměněni v kamenné sochy. Pro zachránění Zeměplochy vysloví Mrakoplaš ono osmé zaklínadlo, díky čemuž se z osmi měsíců, které obíhají již velmi blízkou rudou hvězdu, vyklubou malé vesmírné želvy s malými slony stojícími na krunýři, kteří nesou nově zrozené světy ve tvaru disku. Po těchto událostech, ve kterých byla Zeměplocha úspěšně zachráněna, Dvoukvítek odpluje z Ankh-Morporku domů. Mrakoplašovi jako dárek přenechá Zavazadlo, novomanželům Cohenovi a Bethan věnuje několik mincí z čistého zlata, za které by si v této části světa ale mohli koupit malé království.

## Obsazení
| David Jason            | Mrakoplaš                                                   |
| Sean Astin             | Dvoukvítek                                                  |
| Tim Curry              | Trémon, mág a arcikancléř Neviditelné univerzity            |
| Jeremy Irons           | Havelock Vetinari                                           |
| Brian Cox              | vypravěč                                                    |
| James Cosmo            | Galder Zlopočasný, mág a arcikancléř Neviditelné univerzity |
| Christopher Lee        | Smrť (hlas)                                                 |
| Janet Suzmanová        | Devátý Paprsek, drak (hlas)                                 |
| David Bradley          | barbar Cohen                                                |
| Nigel Planer           | arciastronom z Krullu                                       |
| Stephen Marcus         | Broadman, majitel hospody U Prokopnutého bubnu              |
| Laura Haddocková       | Bethan, lidská oběť při druidské slavnosti                  |
| Liz May Briceová       | Herrena, žoldnéřka                                          |
| Karen Davidová         | Liessa, drakopaní                                           |
| Geoffrey Hutchings     | obrázkový šotek                                             |
| Marnix Van Den Broeke  | Smrť                                                        |
| Nicolas Tennant        | Knihovník                                                   |
| Michael Mears          | Jiglad Budiž, mág                                           |
| Roger Ashton-Griffiths | Lemuel Odfrkl, mág                                          |
| Terry Pratchett        | cameo jako astrozoolog z Krullu                             |